# The Lament of Gods
The Lament of Gods – album muzyczny greckiego zespołu blackmetalowego Varathron, wydany 1999 roku.

## Lista utworów
1. "Fire Spell/Forbidden Lust" – 7:08
2. "Warrior's Nightmare" – 4:44
3. "The World Through Ancient Eyes" – 4:37
4. "Beyond The Grave" – 4:57
5. "Nuns Have No Fun" (cover Mercyful Fate) – 4:37

## Twórcy
- Stephan Necroabyssious – wokal
- Kon (Violent Warrior) – gitary, gitara basowa
- Bill (Crazy Wizard) – pianino, syntezatory
- Spyros (Hungry Wolfen) – perkusja

## Wydania

### Mutilation Records, 2004
Reedycja na dwóch płytach kompaktowych razem z albumami Walpurgisnacht i His Majesty at the Swamp.